# Dale Carnegie
Dale Carnegie (* 24. November 1888 als Dale Carnagey in Maryville, Missouri; † 1. November 1955 in Forest Hills, New York) war ein US-amerikanischer Kommunikations- und Motivationstrainer im Bereich des Redenhaltens, der menschlichen Beziehungen und des Positiven Denkens.

## Leben
Auf der väterlichen Farm wuchs Carnegie in bescheidenen Verhältnissen auf. Zeitweise verdiente er als Erdbeerpflücker seinen Lebensunterhalt. Ein Zitat Carnegies beschreibt sein junges Leben:

Als junger Mann in New York war ich sehr unglücklich. Um leben zu können, verkaufte ich Lastwagen, und ich hatte keine Ahnung, wie die funktionierten. Doch das war noch nicht alles: Ich wollte es gar nicht wissen. Ich hasste meinen Job. Ich hasste mein billiges, möbliertes Zimmer in der 56. Straße, in dem es von Kakerlaken nur so wimmelte. Ich erinnere mich noch, dass ich die Krawatten an der Wand aufgehängt hatte, und wenn ich morgens nach einer frischen langte, stoben die Kakerlaken in alle Richtungen davon. [...] Ich wusste, dass ich alles zu gewinnen und nichts zu verlieren hatte, wenn ich den Job aufgab, den ich so wenig mochte. [...] Meine Entscheidung war folgende: Ich würde die verhasste Arbeit aufgeben und an der Abendschule Erwachsene unterrichten. Schließlich hatte ich vier Jahre am Staatlichen Lehrerkolleg von Warrensburg in Missouri studiert, um Lehrer zu werden.

Seine Bewerbungen an der Columbia University und an der New York University, an denen er Abendkurse in freier Rede geben wollte, wurden abgelehnt. Aus diesem Grund begann Carnegie, ab 1912 in Manhattan im Christlichen Verein Junger Menschen in der 125. Straße auf eigene Faust Weiterbildungskurse in freiem Reden anzubieten. Er versuchte, seinen Kursteilnehmern neben der freien Rede auch Selbstvertrauen und eine positive Lebenseinstellung zu vermitteln.
Eine vermarktungstechnisch optimale Maßnahme war die Änderung der Schreibweise seines Namens von Carnagey in Carnegie, obwohl der Millionär Andrew Carnegie kein Verwandter war. 1916 konnte Dale Carnegie in der Carnegie Hall vor übervollem Haus auftreten. Sein erstes Buch war Public Speaking and Influencing Men In Business: A Practical Course for Business Men (1926).
Sein größter Erfolg neben seinen Lehrgängen ist bis heute How to Win Friends and Influence People (deutsch: Wie man Freunde gewinnt). Das Buch wurde 1937 sofort zum Bestseller. Die deutsche Ausgabe wurde von Hermann von Wedderkop übersetzt, der später auch als Co-Autor auftrat. Zur Zeit von Carnegies Tod (1955) waren fünf Millionen Exemplare in 31 Sprachen verkauft worden. 1948 erschien How to Stop Worrying and Start Living (deutsch: Sorge dich nicht – lebe!). Weltweit wurden bisher über 50 Millionen Exemplare seiner Bücher in 38 Sprachen verkauft.
Carnegie starb 1955 an Urämie mit Hodgkin-Lymphom.

## Kritik
Carnegies Ansichten wurden bereits von seinen Zeitgenossen als naiver Zweckoptimismus kritisiert. Kritiker, die darin ein erhebliches Gefahrenpotential sehen, meldeten sich erst im 21. Jahrhundert. Der Psychotherapeut und Schriftsteller Günter Scheich meint, dass ein glückliches Leben immer zugleich ein erfülltes Leben sei, in dem nicht alle Lebensprobleme Hemmschwellen sind, die sich durch einen Motivationsschub beheben lassen. Jede Handlung beinhalte immer zugleich Chancen wie auch Risiken. Diese Risiken, bei Carnegie verächtlich auch Sorgen genannt, durch Positives Denken zu ignorieren, würden dazu führen, dass sie nicht in ausreichender Weise beachtet werden. Die durchweg positive Attitüde würde zum latenten Unterschätzen von Gefahren führen, wodurch sich das finale Ziel am Ende zerschlägt. Besonders bei unkritischen Menschen können sie auch zu einem Realitätsverlust führen. Außerdem sei die Gleichsetzung von Erfolg und Glück falsch.
Entgegen der Meinung Scheichs skizziert Carnegie im Buch How to Stop Worrying and Start Living (deutsch: Sorge dich nicht – lebe!) allerdings den Ansatz, jedes konkrete Problem erst systematisch von mehreren Seiten unter Einbeziehung von Risiken zu betrachten und dazu die „Vier-Fragen-Methode“ anzuwenden, um Probleme realistisch zu objektivieren:
- Was ist das Problem?
- Was sind die Ursachen des Problems?
- Was sind mögliche Lösungen?
- Was ist die bestmögliche Lösung?

Andere Empfehlungen Carnegies, basierend auf Sprichwörtern wie „don't cry over spilled milk“ und „Kümmere dich nicht um ungelegte Eier!“, gewisse negative (auch gerade unrealistische) Gedanken oder Ängste zu ignorieren, haben die klare Intention, fortwährendes ergebnisloses Grübeln zu vermeiden, um daraus möglicherweise entstehende Depressionen und Angststörungen zu verhindern. Sie sind einem einfachen Konzept der Psychohygiene zuzuordnen.

## Werke
- Public Speaking and Influencing Men in Business. Association Press
- How to Win Friends and Influence People. A self-help book about interpersonal relations, dt.: Wie man Freunde gewinnt. Die Kunst, beliebt und einflussreich zu werden. Scherz-Verlag, ISBN 3-502-15109-1.
- Wie man Freunde gewinnt. Die Kunst, beliebt und einflussreich zu werden. Hörbuch, gelesen von Till Hagen und Stefan Kaminski, Argon Verlag, Berlin, ISBN 978-3-86610-496-9
- How to Stop Worrying and Start Living. A self-help book about stress management, dt.: Sorge dich nicht, lebe! Die Kunst, zu einem von Ängsten und Aufregungen befreiten Leben zu finden. Scherz-Verlag, ISBN 3-502-15107-5.
- Sorge dich nicht, lebe! Die Kunst, zu einem von Ängsten und Aufregungen befreiten Leben zu finden. Hörbuch gelesen von Till Hagen und Stefan Kaminski, Argon Verlag, Berlin, ISBN 978-3-86610-277-4 (Platz 1 der Spiegel-Bestsellerliste vom 6. bis zum 19. April 1998)
- Lincoln the Unknown. A biography of Abraham Lincoln, Dale Carnegie & Associates, Inc.
- The Quick and Easy Way to Effective Speaking, dt.: Besser miteinander reden. Scherz Verlag, 1969, ISBN 3-596-50689-1.
- The Leader In You. How to Win Friends, Influence People, and Succeed in a Changing World, dt.: Freu dich des Lebens! Die Kunst, beliebt, erfolgreich und glücklich zu werden, Bertelsmann.
- How To Enjoy Your Life And Your Job, Vermilion, ISBN 0-7493-0593-2.